# Lokomotiven der Hannoverschen Staatsbahn
Die Königlich Hannöverschen Staatseisenbahnen besaßen bis 1867 verschiedene Typen von Lokomotiven verschiedener Hersteller, wenn auch ab 1850 die in Hannover ansässige Firma Egestorff einen Großteil der Maschinen lieferte.

## Erste Lokomotiven
Erste Lieferanten von Lokomotiven für die Hannöversche Staatsbahn waren Sharp (Manchester) mit den Lokomotiven 1 bis 4 im August und September 1843 und Stephenson (Newcastle) im Dezember 1843 mit den Loks 5 und 6. Diese Maschinen hatten eine Treib- und zwei Laufachsen und wurden sämtlich schon bis Mai 1862 ausgemustert und durch modernere Maschinen ersetzt. Die drei Lokomotiven 7, 10 und 11 der Maschinenfabrik Zorge in Braunschweig waren nur zwischen 1844 und 1857 im Dienst. Auch die beiden Lokomotiven 19 und 20 von Maffei (München) – geliefert im September 1846 – bewährten sich nicht und wurden im Sommer 1856 abgestellt. Erste B-Kuppler kamen 1846 von Norris (Philadelphia) als Lokomotiven 15 und 16 und April 1847 als 31 und 32 von Maffei, wurden aber ebenfalls früh ausgemustert (beide Typen bis August 1855).

## Lokomotivtypen bis 1867
Die unterschiedlichen Typen der Lokomotiven hatten keine spezielle Bezeichnungen. Im Bestand der Hannoverschen Staatsbahn wurden sie schlicht mit einer Betriebsnummer angegeben. Wurde eine Lokomotive außer Dienst gestellt, vergab man deren Betriebsnummer neu. Namen für Lokomotiven waren bei der Hannöverschen Staatsbahn nicht üblich.

### Eine Treibachse
42 Zoll (1.066 mm) = Im Juni und Dezember 1846 und Februar 1847 kamen mit Nr. 14, 25 und 28 die ersten Lokomotiven von Egestorff aus Hannover in den Bestand. Diese Maschinen hatten eine Treibachse mit 42 Zoll Raddurchmesser. Bis Ende 1847 kamen weitere vier Maschinen dieses Typs zur Hannöverschen Staatsbahn. Diese insgesamt sieben Lokomotiven wurden 1864 / 65 zum C-Kuppler umgebaut.
Die erste dieser Lokomotiven wurde am 14. Juni 1846 übergeben. Es war die erste von Egestorff produzierte Lok überhaupt. Bereits am 11. Juni 1846 soll sie probehalber zwischen Hannover und Celle gelaufen sein und am 12. Juni 1846 die Strecke Hildesheim – Lehrte eröffnet haben. Dabei soll sie werbewirksam nach dem König von Hannover mit „Ernst August“ benannt worden sein. Von der Bahngesellschaft wurde sie schlicht als Lokomotive Nummer 14 geführt. Sie war bis 1872 im Einsatz. In dieser Zeit legte sie mehr als 1.000 Meilen zurück (1 Landmeile à 7.532,5 Meter), was damals lobend erwähnt wurde. Die Lokomotive besaß einen vornliegenden Dampfkessel, eine überhöhte Feuerbüchse, schräg liegende Zylinder und eine Stephensonsche Schwingsteuerung. Das Fahrzeug war mit einem Schlepptender der Bauart 3 T 5 ausgestattet.

60 Zoll (1.524 mm) = Borsig lieferte im November 1845 Lokomotiven 12 und 13 (eine Treibachse), die als älteste Maschinen Ende 1867 noch in Betrieb waren. 1846 folgten weitere vier Maschinen von Borsig. Zugleich hatte die Hannöversche Staatsbahn Maschinen mit einer Treib- und zwei Laufachsen mit Treibraddurchmesser von 60 englischen Zoll (1,524 m) ab September 1846 von Sharp in Manchester bezogen (sieben Lokomotiven: Nummer 17, 18, 26, 27, 29, 30 und 40) sowie ab Oktober 1847 von Keßler in Karlsruhe (vier Lokomotiven: Nummern 36 – 39). Nach Maschine 43 vom Oktober 1847 lieferte Egestorff in Hannover noch fünf weitere Lokomotiven mit den Nummern 49, 62, 63, 66 und zuletzt im Januar 1852 die Nummer 76. Alle Maschinen waren am 31. Dezember 1867 noch in Betrieb.

84 Zoll (2.124 mm) = Für den immer stärker steigenden Bedarf an Schnellzügen erwiesen sich die Fahrzeuge der Bauart 1B im Laufe der Zeit als nicht mehr leistungsfähig genug. Als Ersatz wurden die Fahrzeuge der Bauart 2A angeschafft. Sie wurden bis 1870 für diese Zwecke eingesetzt, ab diesem Zeitpunkt wurden die Züge für die Fahrzeuge zu schwer. Einige Fahrzeuge liefen noch bis in die 1890er Jahre. Besonders auffallend an den Maschinen war die Kirchweger-Kondensationsvorrichtung. Sie waren mit Schlepptendern der Bauart 3 T 6/3,5 ausgestattet.
Geliefert wurden von Wöhlert in Berlin 19 Maschinen (111 – 120 von Oktober 1853 bis Januar 1854, 130 – 137 im Juli 1855 und 145 im Dezember 1855) und später von Egestorff in Hannover 14 Maschinen (175 – 182 von Juli 1857 bis Dezember 1857 und 191 – 196 von August 1859 bis Februar 1860). Betriebsintern wurden diese Maschinen als „Courierlokomotiven“ bezeichnet, da sie die schnelleren leichteren Courierzüge zogen, die 1867 fahrplanmäßig durchschnittlich 7,706 Meilen je Stunde (57,2 km/h) fuhren, während die Schnellzüge 6,691 Meilen (49,64 km/h) und die Personenzüge 5,877 Meilen die Stunde (43,6 km/h) zurücklegten.

### Zwei Treibachsen
54 Zoll (1.372 mm) = Zwischen Oktober 1847 und April 1848 stellte die Hannöversche Staatsbahn insgesamt 20 Maschinen dieses Typs in Dienst. Geliefert wurden je sechs von Borsig, Sharp und Cockerill sowie zwei von Keßler. Bis auf die zwei Borsig-Maschinen 44 und 46 (Dezember 1867 ausgemustert) waren die anderen 18 Ende 1867 noch im Bestand.

60 Zoll (1.524 mm) = Mit Lok 67 im Juli 1849 kam der Durchbruch für Egestorff. Der B-Kuppler mit 60 Zoll Treibrädern wurde zur meistgebauten Lokomotive der Hannöverschen Staatsbahn. Von Juli 1849 bis Dezember 1861 lieferte die Firma insgesamt 103 Lokomotiven dieses Typs. Sie wurden unter den Betriebsnummern 1 – 11, 15, 16, 19, 20, 31, 32 (alles zweite Nummernvergabe), 67 – 72, 75, 77 – 100, 107 – 110, 121 – 129, 138 – 144, 146, 147, 154 – 174, 187 – 190 und 200 – 208 in den Bestand eingeordnet. Sämtliche Maschinen waren am 31. Dezember 1867 noch in Betrieb.
Sie waren mit einem vorderen Dampfdom ausgestattet, der ein kirchwegersches Gewichtssicherheitsventil aufwies. Einige dieser Maschinen wurden von anderen Bahnen der Preußischen Staatseisenbahnen übernommen.
Die Fahrzeuge waren mit Schlepptendern der Bauart 3 T 5 und 3 T 7 gekuppelt.

66 Zoll (1.676 mm) = Im Oktober 1851 lieferte Wilson in Leeds die ersten zwei B-Kuppler mit 66 Zoll Treibraddurchmesser. Erst im Januar 1858 folgten 19 weitere Lokomotiven dieser Art, gebaut von Henschel in Kassel. Im November 1865 ergänzte Egestorff den Bestand um weitere 9 Maschinen.

### Drei Treibachsen
54 Zoll (1.372 mm) = Im Januar 1853 kamen die ersten 7 Lokomotiven von Wilson in Leeds in Betrieb. Im Januar 1856 baute Egestorff dann 11 Lokomotiven als C-Kuppler. Als Hannover schon preußisch war, bezog die Hannoversche Staatsbahn dann noch vier Lokomotiven von Schwarzkopff in Berlin, die mit den Nummern 237 bis 240 die höchsten Betriebsnummern im Bestand der Hannoverschen Staatsbahn vor der preußischen Übernahme der Verwaltung erhielten.

57 Zoll (1.448 mm) = Von Oktober 1863 bis März 1866 lieferte Egestorff insgesamt 7 C-Kuppler (Achsfolge C) mit diesem etwas größerem Treibraddurchmesser.
Umbauten aus 42 Zoll = Dies betraf die seit 1846 gelieferten sieben A-Kuppler mit 42 Zoll Treibraddurchmesser, zu denen auch die oben erwähnte Lokomotive 14 ("Ernst August") gehörte. 1864 und 1965 wurden sie zum C-Kuppler umgebaut. Mit ihrem geringen Treibraddurchmesser waren diese Maschinen für den schneller gewordenen Streckenbetrieb offenbar nicht mehr geeignet.

## Von Preußen im Dezember 1867 übernommener Bestand
Im Dezember 1867 hatte die Hannoversche Staatsbahn 240 Lokomotiven in ihrem Bestand, von 1 bis 240 durchnummeriert. Die Nummern der 17 bisher ausrangierten Lokomotiven (1 bis 11, 15, 16, 19, 20, 31 und 32) waren neu vergeben worden.
Lieferanten der im Betrieb befindlichen Loks waren Egestorff in Hannover mit 152 Maschinen, Borsig in Berlin mit zwölf, Sharp in Manchester mit 13, Keßler in Karlsruhe mit sechs, Wöhlert in Berlin mit 13, Cockerill in Seraing (Belgien) mit sechs, Wilson in Leeds mit neun, Henschel in Kassel mit 19 und neu 1867 Schwarzkopff in Berlin mit vier.
Älteste im Betrieb befindliche Lokomotiven waren die Loks 12 und 13 von Borsig, in Dienst gestellt im November 1845.

## Lokomotiven ab 1867

### Zweite Serie Bauart 1B
Die Fahrzeuge dieser Bauart hatten eine lange Feuerbüchse und eine überhöhte, rechteckige Hinterkesseldecke. Der Dampfdom hatte ein Wöhlersches und der Hinterkessel ein Saltersches Sicherheitsventil. Später erfolgte ein Umrüstung von 98,1 kN/cm² Kesselüberdruck auf 117,7 kN/cm². Alle Fahrzeuge, welche auch zum Ziehen von Güterzügen auf flachen Strecken verwendet werden konnten, wurden auch von anderen Bahnen der Preußischen Staatseisenbahnen übernommen.
Die Fahrzeuge waren mit Schlepptendern der Bauart 2 T 8,5 ausgestattet.

### Dritte Serie Bauart 1B
Um den ansteigenden Bedarf an Lokomotiven zu decken, ließen die Königlich Hannöverschen Staatseisenbahnen in Anlehnung an die Schnellzuglokomotive gleicher Bauart weitere Personenzuglokomotiven bauen. Sie hatten einen überhöhten Stehkessel der Bauart Belpaire oberhalb der zweiten Kuppelachse. Nach der Übernahme der Hannoverschen Staatseisenbahnen reihten die Preußischen Staatseisenbahnen alle Fahrzeuge in die Baureihe P 3.2 ein.
Die Maschinen waren mit Schlepptendern der Bauart 2 T 8,5 ausgestattet.

### Bauart 1B
Die Fahrzeuge waren die Nachfolger für die der Bauart 2A. Alle Maschinen wurden später von 10 bar Kesselüberdruck auf 12 bar umgerüstet. 32 Exemplare waren mit einem Sicherheitsventil der Bauart Wöhler, die übrigen der Bauart Meggenhof ausgerüstet. Die Preußischen Staatseisenbahnen übernahmen die Fahrzeuge in die Baureihe P 3.1.